# 勝利の女神により戴冠されるルイ13世
『勝利の女神により戴冠されるルイ13世』（しょうりのめがみによりたいかんされるルイじゅうさんせい、仏: Louis XIII couronné par la Victoire、英: Louis XIII Crowned by Victory）は、フランドル出身でフランスに帰化した17世紀の画家フィリップ・ド・シャンパーニュが1634年ごろ、キャンバス上に油彩で制作した肖像画である。リシュリュー枢機卿から、今日パレ・ロワイヤルとなっている当時の枢機卿宮殿 (Palais Cardinal）のために委嘱された作品である。ラ・ロシェル包囲戦 (1627-1628年) の勝利を記念して、フランス王ルイ13世が勝利の擬人像に戴冠される姿を表している。1796年以来、パリのルーヴル美術館に所蔵されている。

## 作品
本作は枢機卿宮殿の「著名な人物のギャラリー (la gallerie des Hommes illustres)」の南側の壁面を装飾していたもので、サイズ的にはギャラリーで最大であった。南側の壁面には、やはりシャンパーニュが描いたオルレアン公ガストンとアンリ4世の肖像に加え、アンヌ・ドートリッシュとマリー・ド・メディシスの肖像もかけられていたが、今日、それらは現存していない。
画中のルイ13世は甲冑姿で描かれている。甲冑には腕鎧、腿あてなどが付属し、肩から下がる飾帯にはアンリ3世の時代の1587年に創設されたという聖霊騎士団の綬がつけられている。左の台の上には兜と籠手が見える。王は勝利を擬人化した女神により月桂樹の冠を授けられており、女神はもう1方の手にシュロの枝を持っている。
この情景は、王がラ・ロシェル包囲戦に勝利した史実を表すものである。背景には、ジャック・カロの版画にもとづいたラ・ロシェルの港が艦船、軍隊とともに描かれている。ラ・ロシェルは、フランスにいたプロテスタントのユグノーが根拠地としていた都市であった。